# Famille Szilágyi
Pour les articles homonymes, voir Szilágyi (homonymie).
Szilágyi est le patronyme de plusieurs familles hongroises.

## Origine
L'origine de ce nom de famille est le comitat de Szilágy en Transylvanie. L'orthographe hongroise d'origine du nom est « Szilágyi », elle a été modifiée en « Silaghi » dans sa variante roumaine. Les lettres hongroises « sz » et « gy » sont remplacés respectivement par « s » prononcé de même et par « g » dans la version roumaine du nom.

## Szilágyi de Horogszeg
La famille Szilágyi de Horogszeg (horogszegi Szilágyi en hongrois) est célèbre pour avoir donné à la Hongrie l'un de ses plus grands rois : Matthias Ier de Hongrie.

### Membres
- László Szilágyi (hu), général du roi Sigismond, capitaine de Srebrenik, père du suivant.
- comte Michel Szilágyi (ca 1400–1460), régent du royaume de Hongrie, ban de Macsó. Époux de Margit Báthory (1420–1498), père de la suivante.
- Ilona Szilágyi (en), princesse consort de Valachie, épouse en secondes noces Vlad III l'Empaleur.
- Erzsébet Szilágyi  (ca 1410–1483), reine mère de Hongrie, sœur du comte Mihály, elle est l'épouse du voïvode Jean Hunyadi, dont Ladislas et Matthias Corvin, roi de Hongrie.

### Galerie

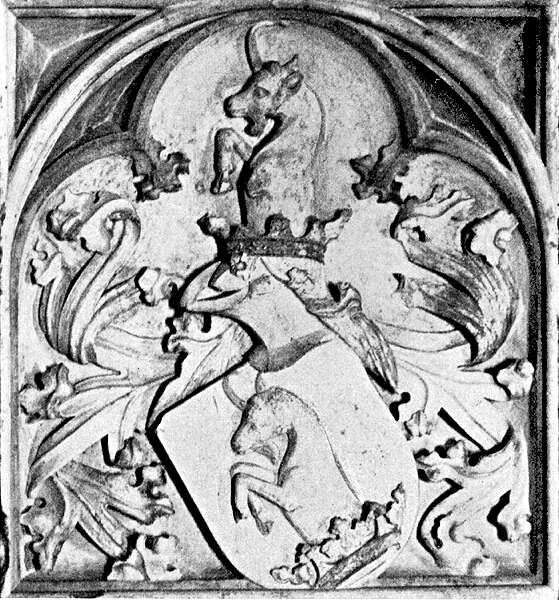
Blason des horogszegi Szilágyi
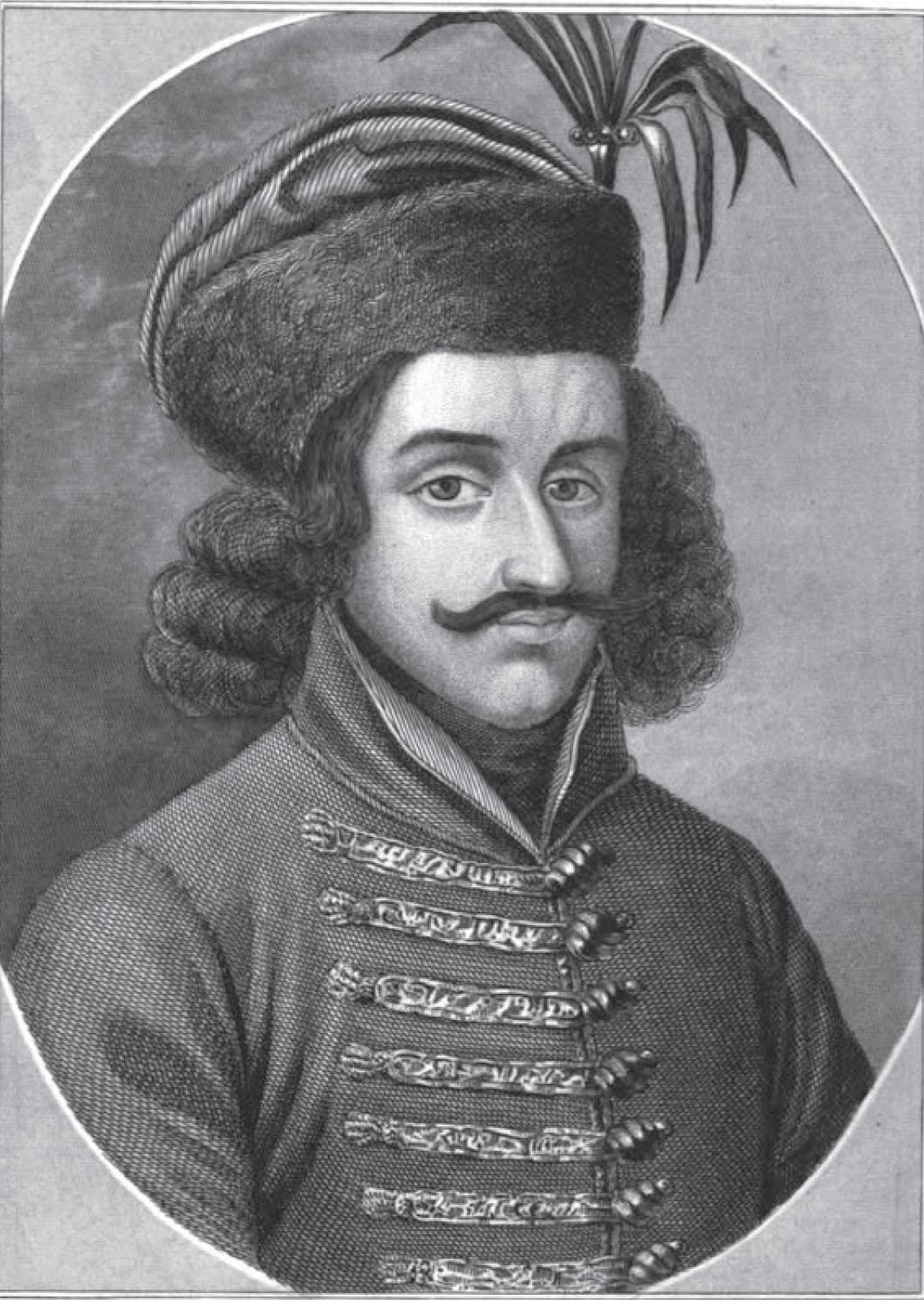
comte Michael Szilágyi, régent de Hongrie, ban de Macsó
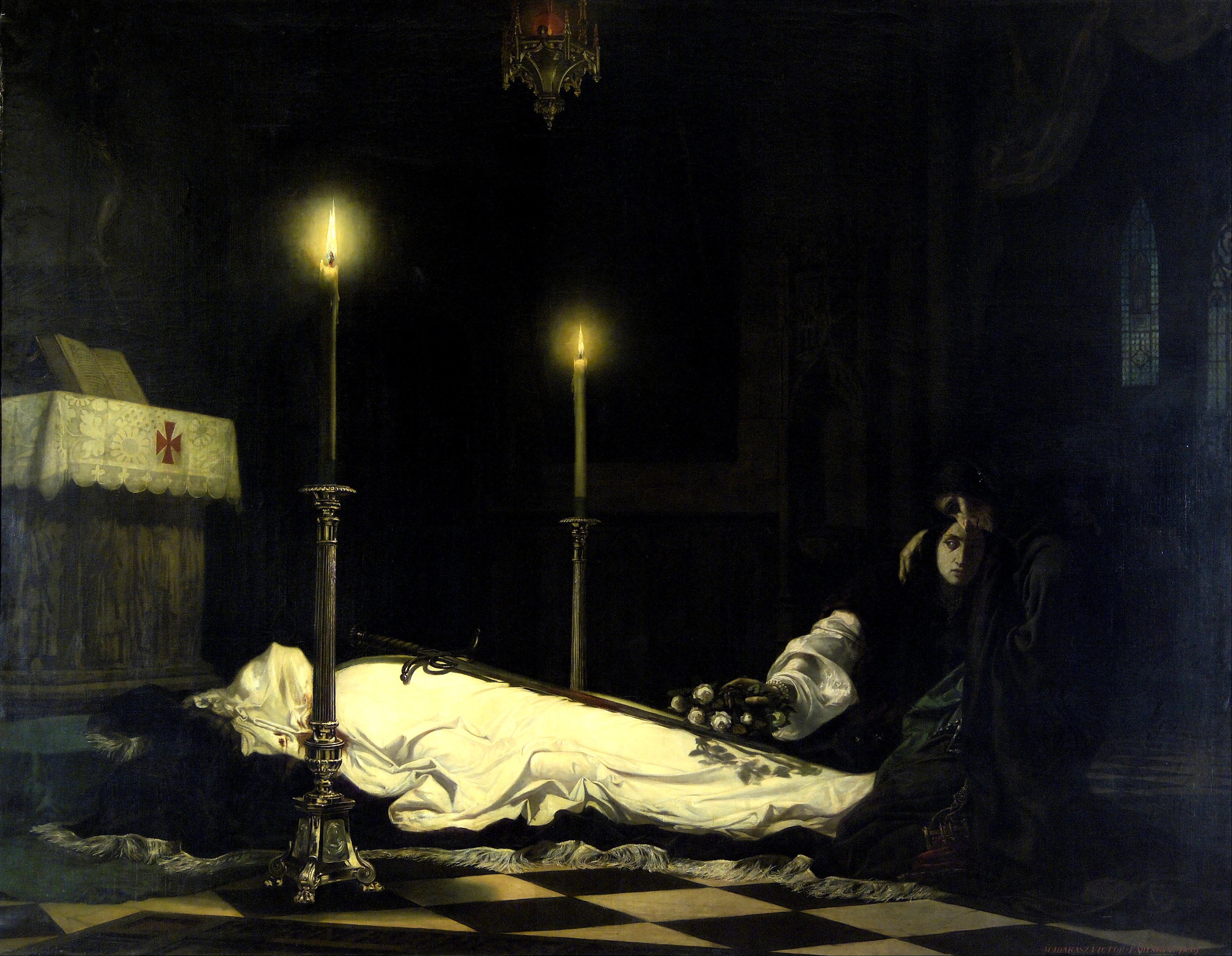
Le deuil de László Hunyadi avec sa mère Erzsébet Szilágyi, par Viktor Madarász,  (1859)
Blason de Erzsébet Szilágyi

## Familles et membres homonymes
- Szilágyi
- Szilágyi alias Balásy
- Szilágyi alias Bertalan
- Szilágyi alias Borbély
- Szilágyi alias Borbély-Ilosvay
- Szilágyi alias Csizmadia
- Szilágyi alias Csomay
- Szilágyi alias Demjén
- Szilágyi alias Gyene
- Szilágyi alias György de Somlyó
- Szilágyi alias Illyet
- Szilágyi alias Katona
- Szilágyi alias Kis
- Szilágyi alias Kiss
- Szilágyi alias Lakatos
- Szilágyi alias Literati
- Szilágyi alias Nagy
- Szilágyi alias Nagy
- Szilágyi alias Páll
- Szilágyi alias Pap
- Szilágyi alias Pápay
- Szilágyi alias Simkovich
- Szilágyi alias Szabó
- Szilágyi alias Tönkö
- Szilágyi de Ákosfalva
- Szilágyi de Balota
- Szilágyi de Báthor
- Szilágyi de Bitor
- Szilágyi de Oaș
- Szilágyi de Borosjenő
- Szilágyi de Borsod
- Szilágyi de Cseh
- Szilágyi de Deés
- Szilágyi de Egerbegy
- Szilágyi de Enyed
- Szilágyi de Éradony
- Szilágyi de Felsőbánya
- Szilágyi de Felsőszentmárton
- Szilágyi de Füzes
- Szilágyi de Gogánváralja
- Szilágyi de Gyulafehérvár
- Szilágyi de Horogszeg
- Szilágyi de Hosszúaszó
- Szilágyi de Kárasztelek
- Szilágyi de Keresed
- Szilágyi de Kövesd
- Szilágyi de Mezőszilágy
- Szilágyi de Munkács
- Szilágyi de Nagyenyed báró/baron
- Szilágyi de Páczafalva
- Szilágyi de Paptamás
- Szilágyi de Peszerény
- Szilágyi de Piskáros
- Szilágyi de Radnótfa
- Szilágyi de Rákos alias Balás
- Szilágyi de Sepsiszentgyörgy
- Szilágyi de Somlyó et Óvár
- Szilágyi de Somosd
- Szilágyi de Szakács
- Szilágyi de Szedlicsna
- Szilágyi de Székelyföldvár
- Szilágyi de Székelykocsánd
- Szilágyi de Székelyudvarhely
- Szilágyi de Széplak
- Szilágyi de Szikszó
- Szilágyi de Szilágysomlyó
- Szilágyi de Szoboszló
- Szilágyi de Tarpa
- Szilágyi de Ujtorda
- Szilágyi de Várad
- Szilágyi de Veresegyház
- Szilágyi-Lakatos de Somlya
- Szilágyi-Nagy alias Csákó
- Szilágyi-Tóth